# Perizoma indistincta
Perizoma indistincta är en fjärilsart som beskrevs av Eugen Wehrli 1913. Perizoma indistincta ingår i släktet Perizoma och familjen mätare. Inga underarter finns listade i Catalogue of Life.